# 1253
Il 1253 (MCCLIII in numeri romani) è un anno  del XIII secolo.

## Eventi
- Viene completata la costruzione della Basilica di Assisi
- 9 agosto - papa Innocenzo IV approva la Regola di Santa Chiara per le Monache Clarisse

## Nati
- 1º marzo - Mattia Nazareni, monaca cristiana italiana († 1320)
- 11 settembre - Dimitrij Borisovič, nobile russo († 1294)
- 17 ottobre - Ivo Hélory, presbitero francese († 1303)
- Hedwig d'Asburgo, nobile tedesca († 1303)
- Matilde d'Asburgo, duchessa († 1304)
- Bentivoglio Bentivoglio, politico italiano
- Bianca di Francia, principessa francese († 1320)
- Giovanni I di Brabante, duca († 1294)
- Amir Khusrow, poeta indiano († 1325)
- Dino Rosoni, giurista italiano († 1303)
- Teodora di Trebisonda († 1285)
- Stefano Uroš II Milutin, sovrano serbo († 1321)
- Berengaria di Castiglia, principessa spagnola († 1300)
- Ugo II di Cipro, re († 1267)

## Morti
- 1º gennaio - Marino Morosini, doge
- 18 gennaio - Enrico I di Cipro, sovrano cipriota (n. 1218)
- 12 marzo - Fina da San Gimignano, santa italiana (n. 1238)
- 3 aprile - Riccardo di Chichester, vescovo cattolico britannico (n. 1197)
- 22 aprile - Elia da Cortona, francescano e politico italiano (n. 1178)
- 26 aprile - David de Bernham, vescovo cattolico scozzese
- 25 maggio - Pietro da Collemezzo, cardinale e arcivescovo cattolico italiano
- 3 giugno - Margaret de Newburg, contessa britannica
- 12 giugno - Bonifacio II degli Aleramici, sovrano italiano
- 8 luglio - Tebaldo I di Navarra, re (n. 1201)
- 13 luglio - Amedeo IV di Savoia, nobile (n. 1197)
- 22 luglio - Alberto III di Tirolo, nobile (n. 1180)
- 11 agosto - Chiara d'Assisi, religiosa italiana (n. 1194)
- 28 agosto - Eihei Dōgen, monaco buddhista giapponese (n. 1200)
- 23 settembre - Venceslao I di Boemia, re (n. 1205)
- 9 ottobre - Roberto Grossatesta, teologo, scienziato e vescovo cattolico inglese (n. 1175)
- 18 ottobre - Azzone da Torbiato, vescovo cattolico italiano
- 16 novembre - Agnese d'Assisi, badessa italiana (n. 1197)
- 19 novembre - Giacomo da Castell'Arquato, cardinale italiano
- 29 novembre - Ottone II di Baviera, duca (n. 1206)
- Arnaut Catalan, trovatore francese (n. 1219)
- Enrico Carlotto di Sicilia (n. 1238)
- Teodoro I d'Epiro
- Vitale, arcivescovo cattolico italiano

## Calendario
| Calendario 1253 | Calendario 1253 | Calendario 1253 | Calendario 1253 | Calendario 1253 | Calendario 1253 | Calendario 1253 | Calendario 1253 | Calendario 1253 | Calendario 1253 | Calendario 1253 | Calendario 1253 | Calendario 1253 | Calendario 1253 | Calendario 1253 | Calendario 1253 | Calendario 1253 | Calendario 1253 | Calendario 1253 | Calendario 1253 | Calendario 1253 | Calendario 1253 | Calendario 1253 | Calendario 1253 | Calendario 1253 | Calendario 1253 | Calendario 1253 | Calendario 1253 | Calendario 1253 | Calendario 1253 | Calendario 1253 | Calendario 1253 | Calendario 1253 |
| --------------- | --------------- | --------------- | --------------- | --------------- | --------------- | --------------- | --------------- | --------------- | --------------- | --------------- | --------------- | --------------- | --------------- | --------------- | --------------- | --------------- | --------------- | --------------- | --------------- | --------------- | --------------- | --------------- | --------------- | --------------- | --------------- | --------------- | --------------- | --------------- | --------------- | --------------- | --------------- | --------------- |
|                 | 1               | 2               | 3               | 4               | 5               | 6               | 7               | 8               | 9               | 10              | 11              | 12              | 13              | 14              | 15              | 16              | 17              | 18              | 19              | 20              | 21              | 22              | 23              | 24              | 25              | 26              | 27              | 28              | 29              | 30              | 31              |                 |
| Gennaio         | Me              | Gi              | Ve              | Sa              | Do              | Lu              | Ma              | Me              | Gi              | Ve              | Sa              | Do              | Lu              | Ma              | Me              | Gi              | Ve              | Sa              | Do              | Lu              | Ma              | Me              | Gi              | Ve              | Sa              | Do              | Lu              | Ma              | Me              | Gi              | Ve              |                 |
| Febbraio        | Sa              | Do              | Lu              | Ma              | Me              | Gi              | Ve              | Sa              | Do              | Lu              | Ma              | Me              | Gi              | Ve              | Sa              | Do              | Lu              | Ma              | Me              | Gi              | Ve              | Sa              | Do              | Lu              | Ma              | Me              | Gi              | Ve              |                 |                 |                 |                 |
| Marzo           | Sa              | Do              | Lu              | Ma              | Me              | Gi              | Ve              | Sa              | Do              | Lu              | Ma              | Me              | Gi              | Ve              | Sa              | Do              | Lu              | Ma              | Me              | Gi              | Ve              | Sa              | Do              | Lu              | Ma              | Me              | Gi              | Ve              | Sa              | Do              | Lu              |                 |
| Aprile          | Ma              | Me              | Gi              | Ve              | Sa              | Do              | Lu              | Ma              | Me              | Gi              | Ve              | Sa              | Do              | Lu              | Ma              | Me              | Gi              | Ve              | Sa              | Do              | Lu              | Ma              | Me              | Gi              | Ve              | Sa              | Do              | Lu              | Ma              | Me              |                 |                 |
| Maggio          | Gi              | Ve              | Sa              | Do              | Lu              | Ma              | Me              | Gi              | Ve              | Sa              | Do              | Lu              | Ma              | Me              | Gi              | Ve              | Sa              | Do              | Lu              | Ma              | Me              | Gi              | Ve              | Sa              | Do              | Lu              | Ma              | Me              | Gi              | Ve              | Sa              |                 |
| Giugno          | Do              | Lu              | Ma              | Me              | Gi              | Ve              | Sa              | Do              | Lu              | Ma              | Me              | Gi              | Ve              | Sa              | Do              | Lu              | Ma              | Me              | Gi              | Ve              | Sa              | Do              | Lu              | Ma              | Me              | Gi              | Ve              | Sa              | Do              | Lu              |                 |                 |
| Luglio          | Ma              | Me              | Gi              | Ve              | Sa              | Do              | Lu              | Ma              | Me              | Gi              | Ve              | Sa              | Do              | Lu              | Ma              | Me              | Gi              | Ve              | Sa              | Do              | Lu              | Ma              | Me              | Gi              | Ve              | Sa              | Do              | Lu              | Ma              | Me              | Gi              |                 |
| Agosto          | Ve              | Sa              | Do              | Lu              | Ma              | Me              | Gi              | Ve              | Sa              | Do              | Lu              | Ma              | Me              | Gi              | Ve              | Sa              | Do              | Lu              | Ma              | Me              | Gi              | Ve              | Sa              | Do              | Lu              | Ma              | Me              | Gi              | Ve              | Sa              | Do              |                 |
| Settembre       | Lu              | Ma              | Me              | Gi              | Ve              | Sa              | Do              | Lu              | Ma              | Me              | Gi              | Ve              | Sa              | Do              | Lu              | Ma              | Me              | Gi              | Ve              | Sa              | Do              | Lu              | Ma              | Me              | Gi              | Ve              | Sa              | Do              | Lu              | Ma              |                 |                 |
| Ottobre         | Me              | Gi              | Ve              | Sa              | Do              | Lu              | Ma              | Me              | Gi              | Ve              | Sa              | Do              | Lu              | Ma              | Me              | Gi              | Ve              | Sa              | Do              | Lu              | Ma              | Me              | Gi              | Ve              | Sa              | Do              | Lu              | Ma              | Me              | Gi              | Ve              |                 |
| Novembre        | Sa              | Do              | Lu              | Ma              | Me              | Gi              | Ve              | Sa              | Do              | Lu              | Ma              | Me              | Gi              | Ve              | Sa              | Do              | Lu              | Ma              | Me              | Gi              | Ve              | Sa              | Do              | Lu              | Ma              | Me              | Gi              | Ve              | Sa              | Do              |                 |                 |
| Dicembre        | Lu              | Ma              | Me              | Gi              | Ve              | Sa              | Do              | Lu              | Ma              | Me              | Gi              | Ve              | Sa              | Do              | Lu              | Ma              | Me              | Gi              | Ve              | Sa              | Do              | Lu              | Ma              | Me              | Gi              | Ve              | Sa              | Do              | Lu              | Ma              | Me              |                 |